# Pellestrina
 (septembre 2017).
Si vous disposez d'ouvrages ou d'articles de référence ou si vous connaissez des sites web de qualité traitant du thème abordé ici, merci de compléter l'article en donnant les références utiles à sa vérifiabilité et en les liant à la section « Notes et références ».
Pellestrina (Pełestrina en dialecte vénitien) est une localité, administrativement dans la municipalité de Lido-Pellestrina de la commune de Venise, et une île qui est une des parties du cordon littoral séparant à l'ouest la lagune de Venise et à l'est la mer Adriatique. Elle est au nord proche de l'île du Lido et au sud de la presqu'île où se situe Sottomarina, qui est à proximité immédiate de Chioggia.

## Origine du nom
L’origine du nom n’a jamais été clairement définie, mais il existe deux thèses :
1. le nom pourrait provenir d’un certain Philistus, célèbre général de Syracuse, exilé à Adria vers 386 av. J.-C., et qui aurait fait creuser un canal entre l’Adige et la lagune d’Adria ; ce canal d’abord appelé Philistinae, aurait évolué en Pistrine, Pelestrine et Pilistine.
2. le nom pourrait provenir des habitants de l’île qui auraient eu la « pelle strana » (en italien, « la peau bizarre »), à cause du soleil et l’air marin qui tannent la peau des pêcheurs.

## Géomorphologie
Comme les autres îles et cordons du littoral, Pellestrina a été formé au cours des millénaires d’une part par les alluvions déversées dans la mer par les fleuves Bacchiglione et Brenta, et d’autre part par l’action des marées qui repousse ces sédiments jusqu’à former des hauts-fonds, des lais puis des îles complètement émergées. Ces parcelles de terre sont séparées par les canaux naturels qui sont la continuité des fleuves et qui permettent l’écoulement des eaux douces dans la mer.
L'île de Pellestrina est une étroite bande de littoral formée de terre et de sable, d’une superficie de 1,45 km2, de près de 12 km de long sur une largeur moyenne de seulement 120 mètres. L’extrême fragilité de ce cordon face aux fortes marées a obligé les hommes à constamment consolider cet ouvrage de la nature.

### Les Murazzi
On trouve sur Pellestrina des hameçons antiques et des coquilles fossiles de palourdes mais aucune trace d’un établissement permanent. Comme toutes les îles de la lagune vénitienne, Popilia faisait partie de la Vénétie maritime, elle-même partie de l’Italie byzantine, mais n’était qu’un village de pêcheurs soumis aux aléas du climat marin et des marées jusqu'en 1744, lorsque les premières pierres de consolidation (les murazzi) sont posées sous l’égide de l’architecte Bernardino Zendrini. L’œuvre la plus importante et la plus coûteuse (pour l’époque) se déroula de 1751 à 1782, par la construction d’une digue faite avec des blocs de pierre d’Istrie montés au ciment et posés sur un lit de cailloux et de pilotis. Cette dernière mesure environ 20 km de long, et fait quatorze mètres d’épaisseur et plus de quatre mètres de haut. La face côté mer est inclinée pour amortir les vagues, celle côté lagune est verticale.

### La digue aujourd'hui

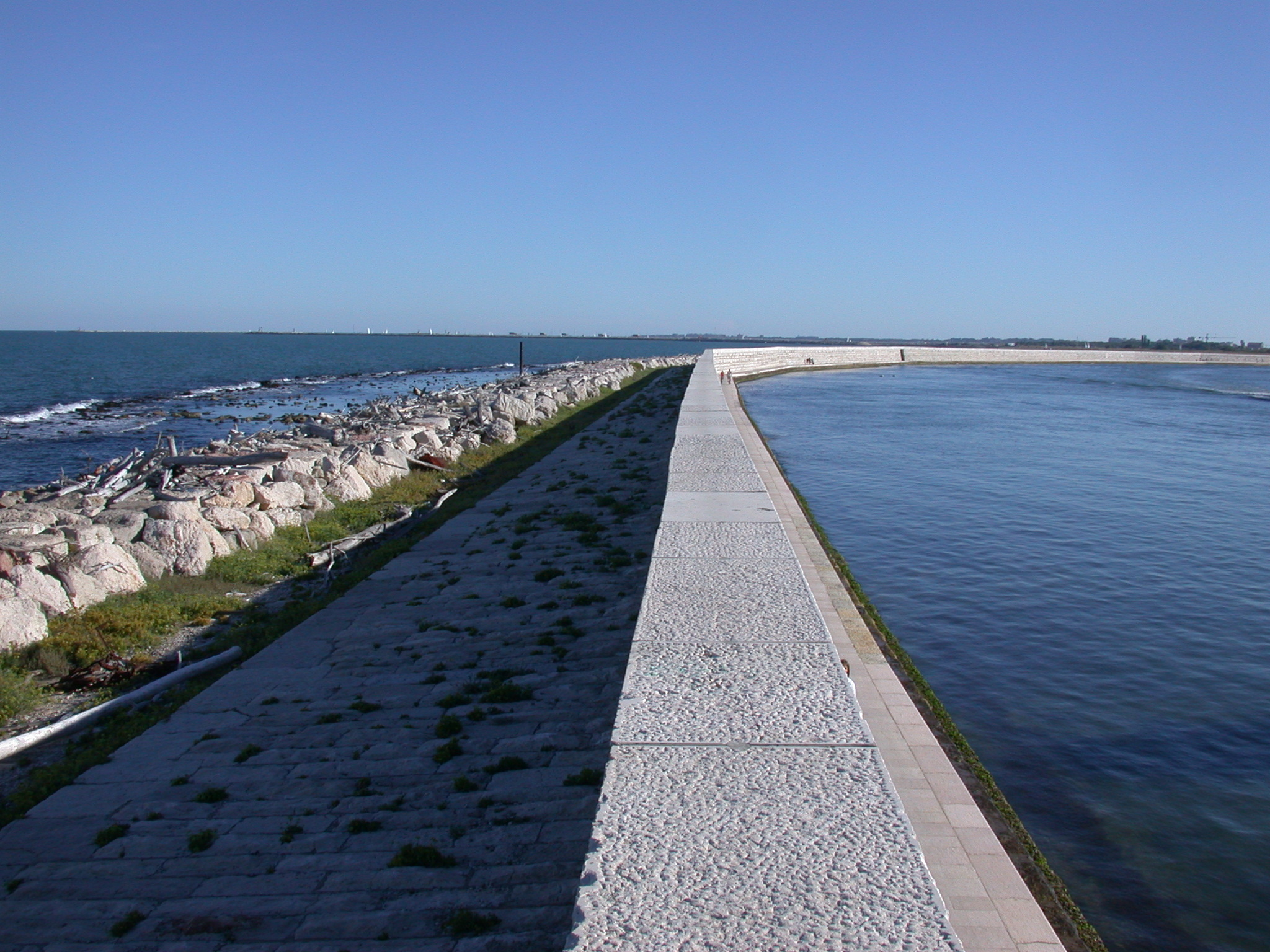
Les murazzi de Pellestrina

Les coups de buttoir des marées ont eu raison de cette digue jusqu’à la réduire à un simple récif, surtout après les fortes marées de 1825 et plus récemment celles du 4 novembre 1966, où la lagune connut « l’acqua alta » du siècle avec un niveau de 1,94 (1,20 m sur la place Saint-Marc). 
Depuis, d’importants travaux ont été réalisés avec la construction de long de la digue à espace régulier, côté mer, d’une vingtaine de jetées perpendiculaires à celle-ci. Le résultat est que ces jetées en retenant les sédiments marins ont créé de larges plages artificielles qui, outre l’aspect balnéaire, protègent l’ouvrage et la lagune.

## Centre habité
Il y a deux centres habités ; au nord San Pietro in Volta près de l’embouchure du port de Malamocco où arrive le « vaporetto » du Lido, puis vers le centre de l’île, la cité de Pellestrina (embarcadère pour Chioggia). Les deux cités sont reliées par une route goudronnée, puis en allant vers le sud, une petite route étroite longe la digue sur un kilomètre et un petit sentier mène jusqu’à la zone boisée de Cà Roman (réserve naturelle). De là, un petit chemin porte jusqu’à l’extrémité de l’île, constituée par la jetée du port de Chioggia. 

## Desserte
L'île de Pellestrina est desservie par la ligne 11 de vaporetto Lido S.M.E-Chioggia, exploitée par l'Azienda del Consorzio Trasporti Veneziano (Actv S.p.A.).

## Personnalités
- Aldo Vianello, poète.
- Cagnaccio da San Pietro, peintre.
- Don Olinto Marella (1882-1969), prêtre notoire qui a agi pour les enfants modestes de la lagune vénitienne.